# Moshi
Moshi è una città della Tanzania settentrionale, situata nella regione del Kilimangiaro, circa 30 km a est della città di Arusha, ai piedi del Kilimangiaro e in prossimità del confine con il Kenya. Ha una popolazione stimata di circa 200 000 abitanti (2017). La popolazione della città appartiene principalmente alle etnie Masai e Chagga.

## Struttura urbanistica

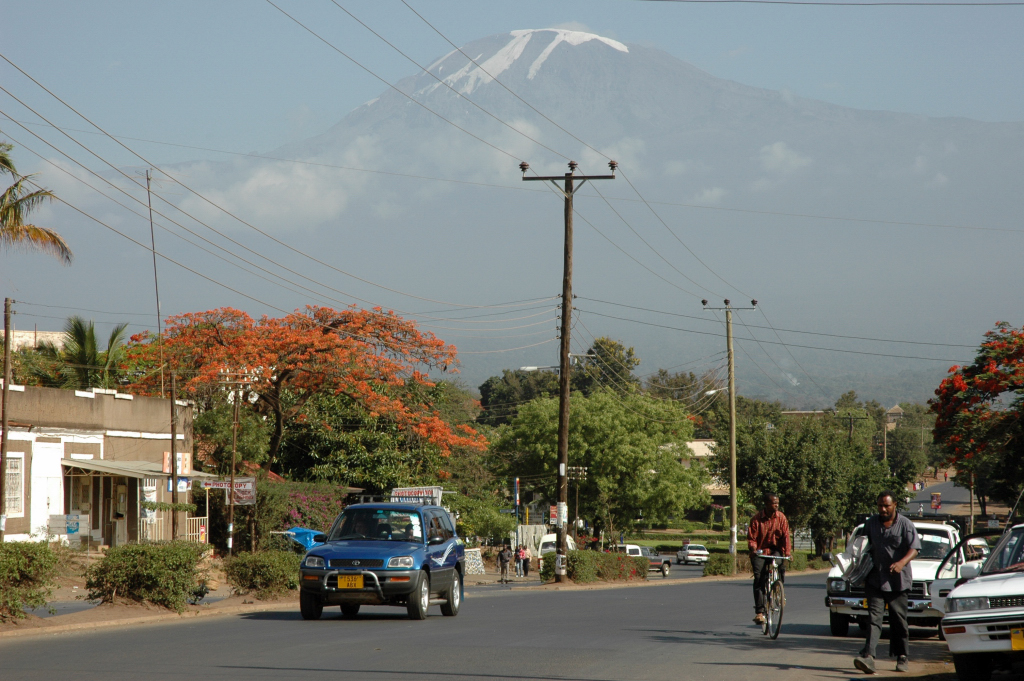
Vista del Kilimangiaro da Moshi

La città si sviluppa attorno a due strade principali: quella orientata nord-sud che conduce a Tanga e Dar es Salaam e quella orientata est-ovest che porta ad Arusha. Il centro della città è identificato da un campanile.

## Economia
Alla fine del XIX secolo, i missionari cattolici portarono a Moshi la pratica della coltivazione del caffè, che ancora oggi costituisce un elemento importante dell'economia della città. Sulle pendici fertili del Kilimangiaro si coltiva anche frutta (soprattutto banane). Entrambi questi generi sono prodotti anche in piccoli appezzamenti privati (sono detti migombani quelli a banani, e vihamba quelli a caffè).
Nella città ebbe sede la cooperativa agricola Kilimanjaro Native Cooperative Union (KNCU), fondata dal baronetto scozzese Sir Charles Dundas, che fu una delle più efficaci dell'Africa.
Il turismo ha avuto tradizionalmente un'importanza ridotta per Moshi; la vicina Arusha, in genere, viene preferita da chi cerca un posto dove passare la notte per visitare il Parco nazionale del Kilimangiaro. Recentemente, la Maratona del Kilimanjaro, con sede a Moshi, ha iniziato ad attrarre visitatori sia dalla Tanzania che dall'estero.

## Infrastrutture e trasporti
Nella zona di Moshi la disponibilità di corrente elettrica è spesso incerta; questo influisce sulla maggior parte delle infrastrutture, dalle scuole (per esempio rispetto all'uso di computer) agli ospedali.
Grazie alla sua storia, e in particolare all'influsso delle missioni cattoliche e luterane, Moshi ha un livello di istruzione ampiamente sopra la media. Fra le numerose scuole presenti, una delle principali è la International School Moshi. La scuola di Valley View è una delle migliori scuole della regione di Arusha.
Nella zona di Moshi si trova il Kilimanjaro Christian Medical College (KCMC), un ospedale aperto nel 1971 dalla Good Samaritan Foundation che serve una popolazione di 11 milioni di individui.